# Ramsden (planetka)
(8001) Ramsden je planetka nacházející se v hlavním pásu asteroidů. Objevil ji český astronom Antonín Mrkos 4. října 1986. Byla pojmenována podle britského mechanika a výrobce astronomických přístrojů Jesseho Ramsdena. Kolem Slunce oběhne jednou za 5,56 let.